# 川島よしお
川島 よしお（かわしま よしお、1969年9月4日 - ）は、日本の漫画家。主に4コマ漫画を執筆している。

## 概要
女子高校生など若い女性が主人公であることが多く、雑誌のカラーの範囲内で比較的お色気が強い作品を得意とする。また、落語に造詣が深く、ネタに取り入れることが多い。アニメーション作画、水産会社勤務を経て1995年、『週刊少年チャンピオン』（秋田書店）誌上で『グルームパーティー』でデビュー。同誌での連載は『O-HA-YO』『ナックルボンバー学園』とタイトルや設定を変え、2002年まで続いた。『漫画アクション』（双葉社）のほか、いわゆる4コマ誌で執筆。
デビュー時から一貫して丸みを帯びた童顔のキャラを多く描き、画風にも大きな変化は無い。しかし『グルームパーティー』のさそりちゃん、『PEACH!!』の広能など主役級の女子キャラクターがどんどん低身長化していく傾向がある。他のレギュラーキャラはいっさい身長が変わらないため、連載初期と比べて異常な身長差が見られる。
2002年に交通事故に遭い、それ以後緻密な作画に支障をきたすが、デジタル作画環境への移行により克服、体調の回復にともない2016年頃からはアナログ作画環境への回帰も進めている。

## 作品リスト

### 連載作品
- グルームパーティー（『週刊少年チャンピオン』/秋田書店、1995年10号 - 1999年31号）
  - 秋田書店からチャンピオンコミックスとして単行本全5巻発行。

  1. 1996年3月、ISBN 4-253-04618-5
  2. 1996年10月、ISBN 4-253-04619-3
  3. 1997年5月、ISBN 4-253-04620-7
  4. 1998年2月、ISBN 4-253-04621-5
  5. 1999年8月、ISBN 4-253-04622-3
- O-HA-YO（『週刊少年チャンピオン』/秋田書店、1999年32号 - 2001年51号）
  - 『グルームパーティー』に続けて連載。秋田書店からチャンピオンコミックスとして全2巻発行。

  1. 2000年9月、ISBN 4-253-05947-3
  2. 2001年8月、ISBN 4-253-05948-1
- ナックルボンバー学園（『週刊少年チャンピオン/秋田書店、2001年52号 - 2002年44号）
  - 事実上『O-HA-YO』を改題した作品。[独自研究?]秋田書店からチャンピオンコミックスとして全1巻発行。

  1. 2002年8月、ISBN 4-253-20255-1
- さくらんぼ論理（『ヤングチャンピオン』/秋田書店、1998年7号 - 1999年13号）
  - 秋田書店からヤングチャンピオンコミックスとして全1巻発行。

  1. 1999年3月、ISBN 4-253-14599-X
- くじごじ（『ヤングアニマル』/白泉社、2002年20号 - 24号、2003年4号 - 2005年11号）
  - 白泉社からJETS COMICSとして1巻発行。
  - 2004年6月、ISBN 4-592-13277-7
- ナオミの連れてけ甲子園!（『まんがライフ』/竹書房、2003年8月号、12月号 - 2006年11月号）
- 杏樹とズシオ（『まんがくらぶ』/竹書房、2003年4月号 - 2004年6月号）
  - 副題「下町の太陽」。
- おりんちゃん（『漫画アクション』/双葉社、2005年No.11 - 2008年No.2）
  - 当初『いってらっしゃい』として連載。2006年9月の単行本発売を機に改題。双葉社ACTION COMICSから全2巻発行。

  1. 2006年9月、ISBN 4-575-94033-X
  2. 2008年9月、ISBN 978-4-575-94188-3
- おちけん（『漫画アクション』/双葉社、2008年No.3 - 2009年No.5）
  - 双葉社ACTION COMICSから全1巻発行。

  1. 2009年3月、ISBN 978-4-575-94220-0
- PEACH!!（『まんがタイム』/芳文社、2006年3月号 - 2011年7月号）
  - 芳文社まんがタイムコミックスから既刊2巻。

  1. 2008年5月、ISBN 978-4-8322-6637-7
  2. 2010年8月、ISBN 978-4-8322-6875-3
- まりあず〜Revenge of Rock'n’Roll Sisters〜（『ミステリーボニータ』/秋田書店、2023年4月号[2] - ）